# Leuciris fimbrialis
Leuciris fimbrialis là một loài bướm đêm trong họ Geometridae.